# Eburodacrys pumila
Eburodacrys pumila là một loài bọ cánh cứng trong họ Cerambycidae.